# Chiesa della Misericordia (San Casciano in Val di Pesa)
La chiesa della Misericordia o di Santa Maria del Prato è un edificio di culto che si trova all'interno dell'abitato di San Casciano in Val di Pesa, in provincia di Firenze, diocesi della medesima città.

## Storia
Voluta dai padri domenicani di Santa Maria Novella, risale al 1304 e ancora si conserva la bolla che autorizzò la costruzione redatta a Firenze da Niccolò Albertini, vescovo di Ostia e Velletri e legato pontificio.
Successivamente, nel XVI secolo, fu profondamente modificata e nel 1631 divenne la sede dell'Arciconfraternita della Misericordia di San Casciano. Nella prima metà del XVII secolo la chiesa fu rinnovata in stile barocco: fu cambiato l'arredamento interno, venne aggiunta una sacrestia dietro al presbiterio e nella parte absidale venne chiusa una finestra, ritornata visibile dopo i restauri del 1994. Tra il XVII e il XVIII secolo vennero eretti lungo le pareti laterali quattro altari da alcune facoltose famiglie come i Bambagini, i Ninci e i Borromeo, il cui ramo toscano possedeva la vicina villa omonima.
Durante la seconda guerra mondiale subì gravi danneggiamenti che comportarono un profondo restauro.

## Descrizione

### Esterno
Attualmente all'esterno presenta il paramento murario a vista composta da ciottoli di fiume disposti a filaretto, con l'uso della pietra serena nel portale, nella cimasa e nelle pietre angolari. Ha un aspetto molto semplice ed è frutto di un restauro; infatti dalle fotografie scattate all'inizio del XX secolo sappiamo che a quel tempo l'esterno della chiesa era intonacato e dipinto a strisce orizzontali bianche e nere e non c'era né l'oculo a mattoni né la tettoia sopra il portale. Interessante la porta lignea, opera di un artigiano locale e datata 1650. 
Sul fianco orientale della chiesa, l'unico visibile, sono murate due lapidi del 1624 riportanti delle ordinanze degli Otto di Balia che recitano: 
| LIM ILL' E MAGIS OTTO DI BALIA DELLA CITTÀ DI FIRENZE PROIB OGNI SORTE DI GIUOCO E BRUTTURA LUNGO QUESTA CHIESA E CONVETO SOTTO PENA DI DVA E DVA TRAT TI DI CORDA AD MDCXXIV |

### L'interno e la collezione delle opere d'arte
L'interno è costituito da una sola navata con soffitto a capriate a vista e con ai lati quattro altari secenteschi.

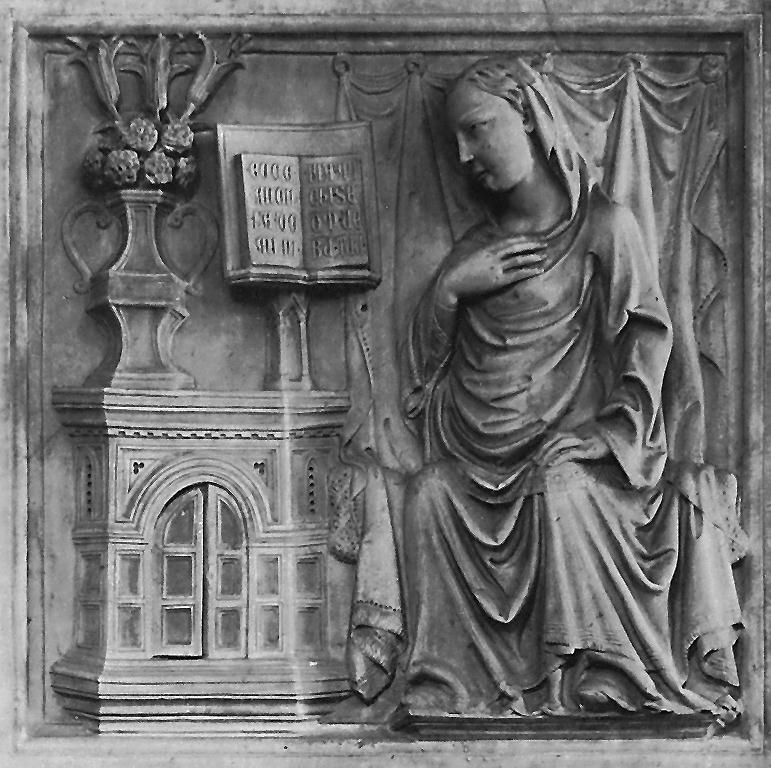
Giovanni di Balduccio, Annunciazione

La controfacciata della chiesa presenta due edicole in pietra serena del XVII secolo e sopra il portale di accesso è stata collocata una lunetta raffigurante la Madonna e Angeli di scuola fiorentina del '400, opera un tempo collocata sotto l'arco trionfale.
All'inizio della parete destra è collocato un Crocifisso ligneo attribuito alla scuola di Donatello, proveniente dal vicino convento La Croce e qui posto nel 1810. 
Il primo altare di destra fu commissionato dalla famiglia Bambagini nel 1624. La famiglia, arricchitasi con la produzione di tessuti, reca i propri stemmi sui plinti delle colonne di questo altare e finanziò anche la realizzazione dell'altro altare posto di fronte, ma non la pala che vi è collocata. La Circoncisione di Gesù, opera di Jacopo Vignali, firmata e datata 1627, fu ordinata, secondo le fonti, dal frate domenicano Arcangelo Baldini, poi vescovo di Gravina di Puglia.
 

A sinistra di questa cappella è collocata l'opera forse di maggior pregio della chiesa: si tratta del pulpito realizzato nei primi decenni del XIV secolo da Giovanni di Balduccio e commissionato dalla famiglia Bonaccorsi. Il pulpito è sorretto da due mensole: quella di sinistra in pietra serena, molto rozza è stata realizzata da un anonimo scalpellino in occasione di un restauro mentre quella di destra è in marmo e presenta lo stemma della famiglia committente. Tale pulpito è firmato dall'autore e sulla base destra vi è la seguente iscrizione
Sopra le mensole il pergamo vero e proprio costituito da due pannelli frontali in marmo raffiguranti l'Annunciazione (a sinistra Arcangelo Gabriele e a destra la Madonna) mentre nei pannelli laterali sono le figure di San Domenico sulla destra e di San Pietro martire sulla sinistra. Le formelle sono contornate da ricorsi di marmo verde di Prato.

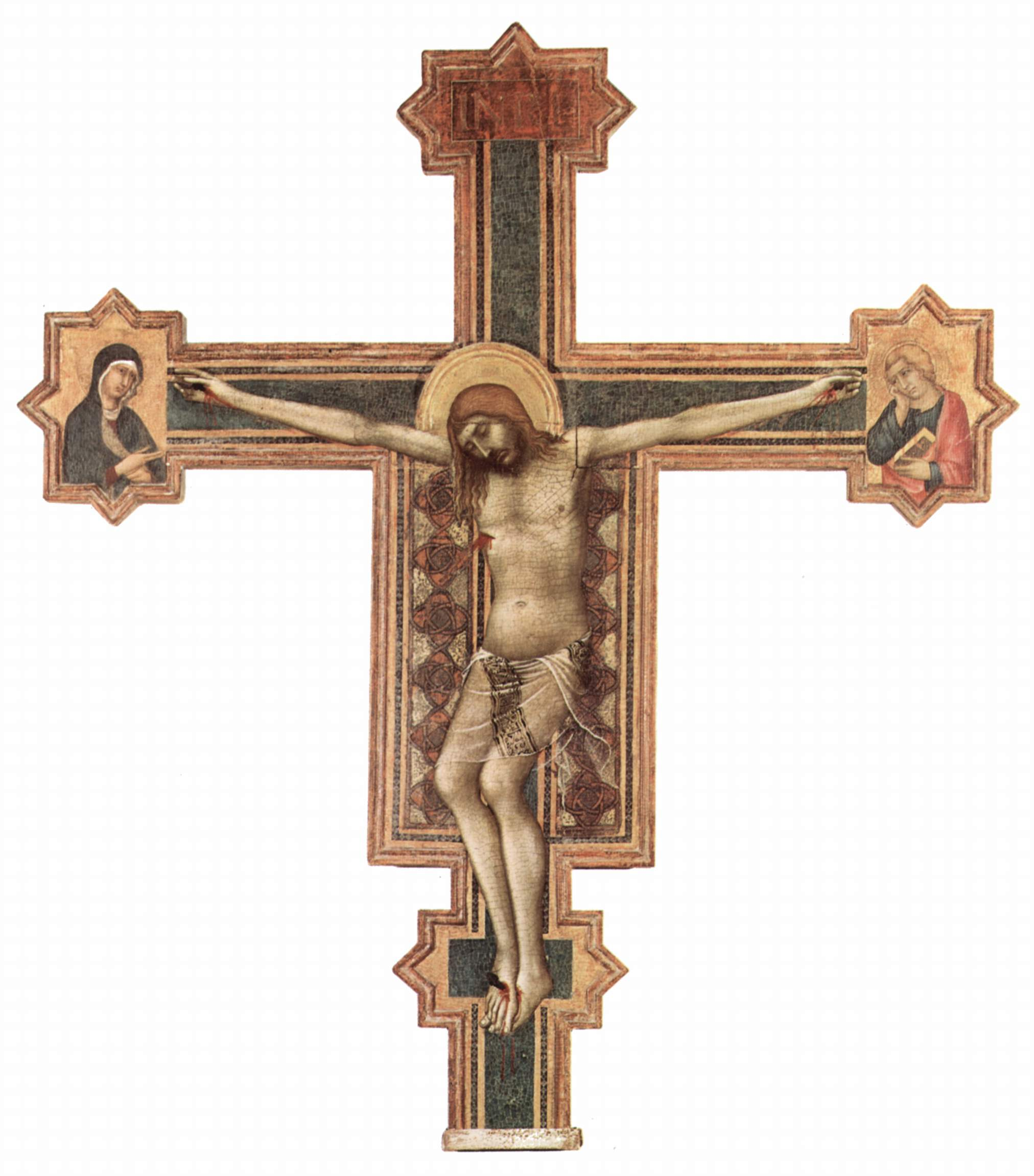
Simone Martini, Crocifisso

Proseguendo, all'altare successivo è stata collocata un'altra importante opera: il Crocifisso attribuito a Simone Martini, il cui restauro si è concluso nel 2019; la croce venne presumibilmente dipinta prima del 1321 quando si ha notizia di un pagamento al pittore per un crocifisso realizzato per la cappella dei Nove nel Palazzo pubblico di Siena e molti critici riconoscono in questo crocifisso quell'opera anche se non si sa come sia arrivata qui. La croce è integra ad eccezione della base segata per essere collocata in qualche posto nella chiesa mentre le figure laterali dei dolenti sono state realizzate da qualche allievo.
La cappella maggiore è caratterizzata da un arco trionfale a sesto acuto e in origine doveva essere affrescata su ogni lato, come dimostrerebbero alcune tracce di affreschi lì rinvenuti. Al centro del presbiterio sorge l'altare maggiore realizzato in pietra serena nel XVII secolo; sono qui collocate una serie di opere che in origine non erano state realizzate per questa chiesa: al centro Madonna con Bambino opera di Ugolino di Nerio, un seguace di Duccio di Boninsegna attivo nella prima metà del XIV secolo, nel quale i caratteri tipici della scuola senese sono ben rappresentati; sopra le porte della sacrestia sono collocati San Francesco e San Pietro resti di un polittico ora smembrato e perduto sempre di Ugolino di Nerio; a fianco di queste opere due tele seicentesche raffiguranti San Tommaso d'Aquino e San Lorenzo opera di Rutilio Manetti.
Il secondo altare di sinistra fu costruito da Camillo Borromeo nel 1643 e ospita la tela di Francesco Furini raffigurante l'Estasi di San Carlo Borromeo, collocabile tra 1625 e 1630 circa. 
Segue il primo altare di sinistra, anch'esso fatto costruire nel 1624 dalla famiglia Bambagini e contiene la Madonna del Rosario di Jacopo Vignali, del 1624 circa, quadro in cui appaiono anche due personaggi che sono stati identificati con Maria Maddalena d'Austria, moglie di Cosimo II, e il figlio, allora undicenne, Ferdinando II de' Medici. I due personaggi non portano però le corone granducali e la supposta granduchessa non indossa le vesti da vedova, rendendo l'identificazione quantomeno molto dubbia.

Sulla parete sinistra più vicino alla porta si trova invece la Madonna in trono col Bambino e i Santi Caterina, Pietro, Maddalena e Bartolomeo apostolo di Fra Paolino da Pistoia, opera datata 1518 e restaurata alla fine del XX secolo.

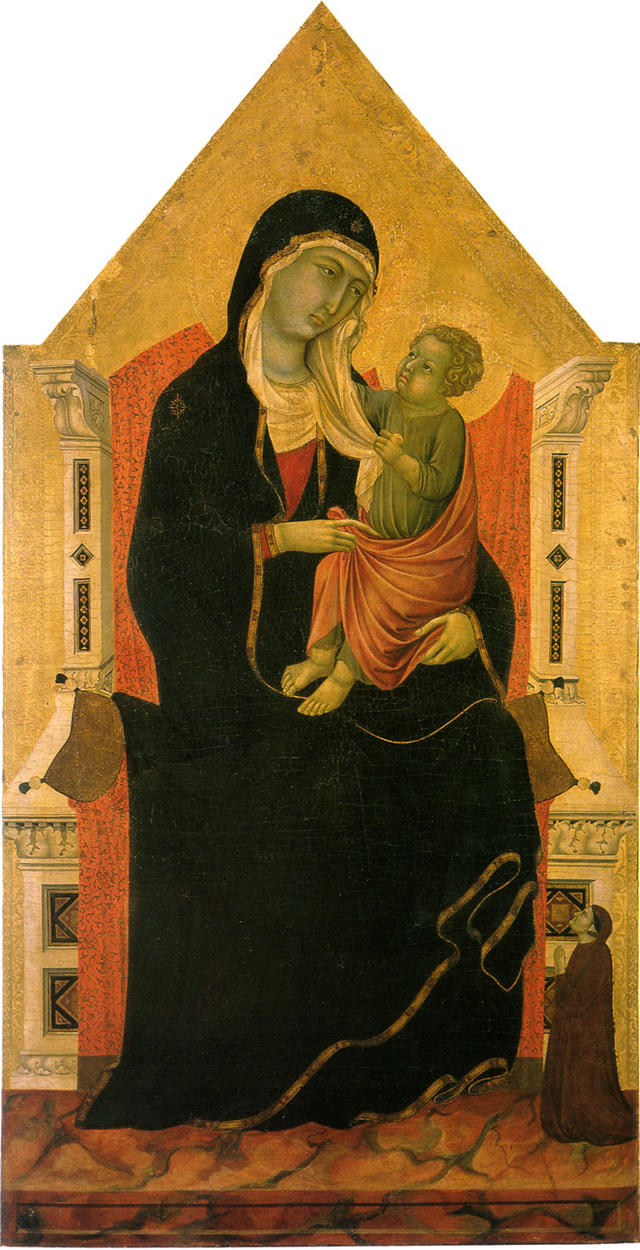
Ugolino di Nerio, Madonna in Trono

### Galleria d'immagini delle altre opere

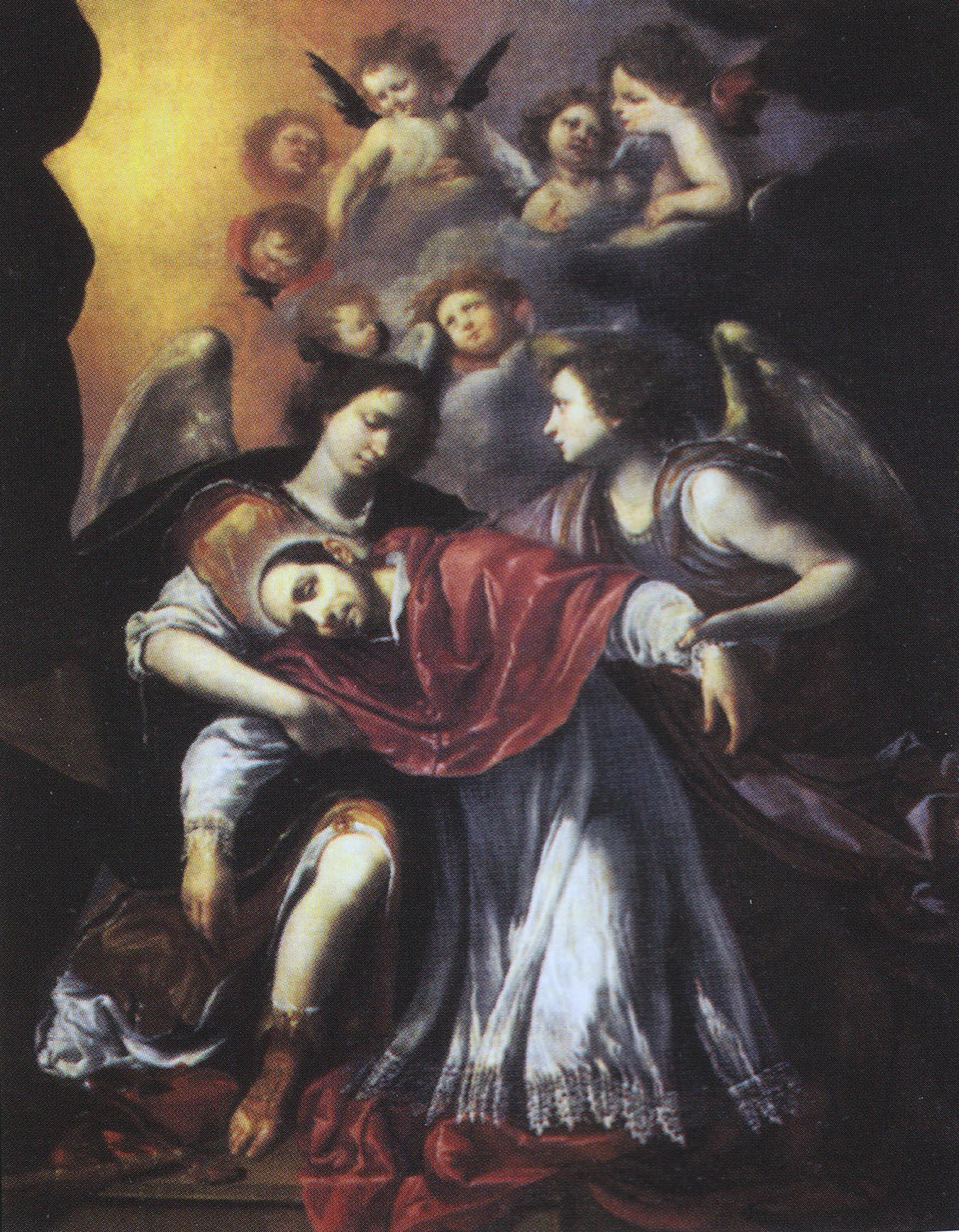
Francesco Furini, Estasi di San Carlo Borromeo
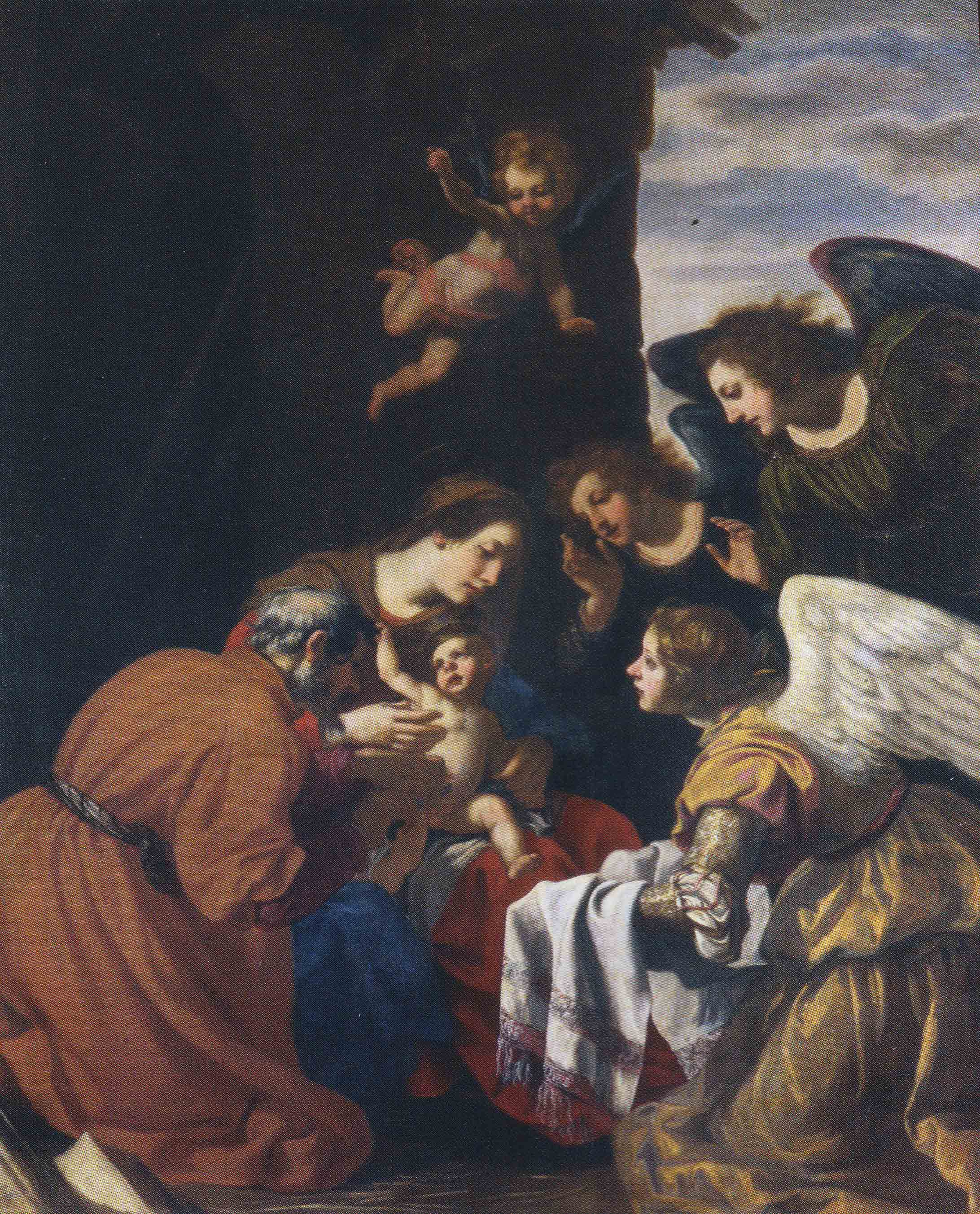
Jacopo Vignali, Circoncisione di Gesù
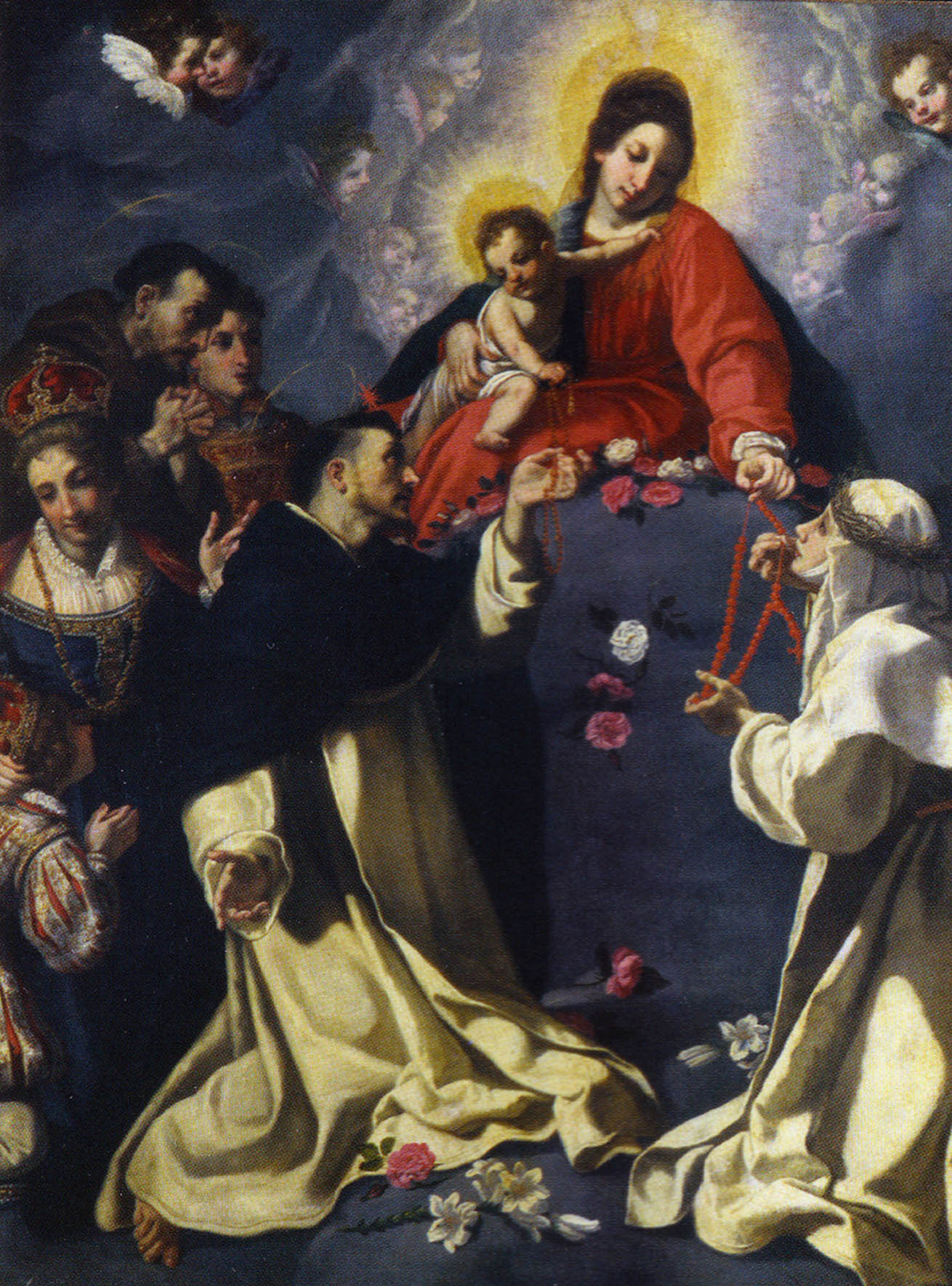
Jacopo Vignali, Madonna del Rosario